# 萊里達 (托利馬省)
萊里達（西班牙語：Lérida）是哥倫比亞的城鎮，位於該國中西部，由托利馬省負責管轄，始建於1777年7月26日，面積281平方公里，海拔高度366米，2005年人口18,115，人口密度每平方公里64.47人。
4°54′N 74°55′W / 4.900°N 74.917°W